# Che gioia vivere

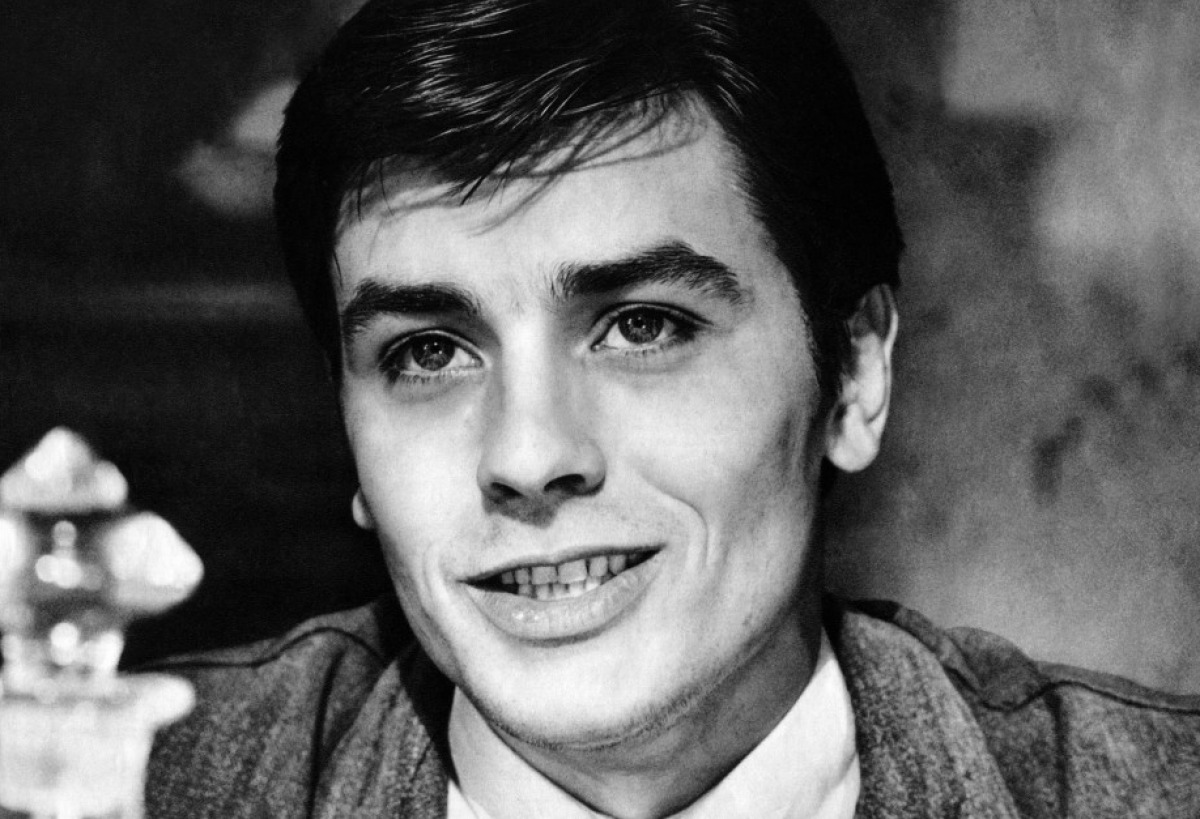
Alain Delon als Ulisse Cecconato

Che gioia vivere (Frans: Quelle joie de vivre) is een Italiaans-Franse filmkomedie uit 1961 onder regie van René Clément.

## Verhaal
Een jongeman gaat in 1922 werken voor de fascistische partij. Wanneer hij zijn verloofde leert kennen, komt hij echter terecht bij een anarchistisch ingestelde schoonfamilie. 

## Rolverdeling
| Acteur            | Personage           |
| ----------------- | ------------------- |
| Alain Delon       | Ulisse Cecconato    |
| Barbara Lass      | Franca Fossati      |
| Gino Cervi        | Olinto Fossati      |
| Rina Morelli      | Rosa Fossati        |
| Carlo Pisacane    | Grootvader          |
| Paolo Stoppa      | Kapper              |
| Giampiero Littera | Turiddu             |
| Didi Perego       | Isabella            |
| Ugo Tognazzi      | de eerste anarchist |